# Louis Delâge

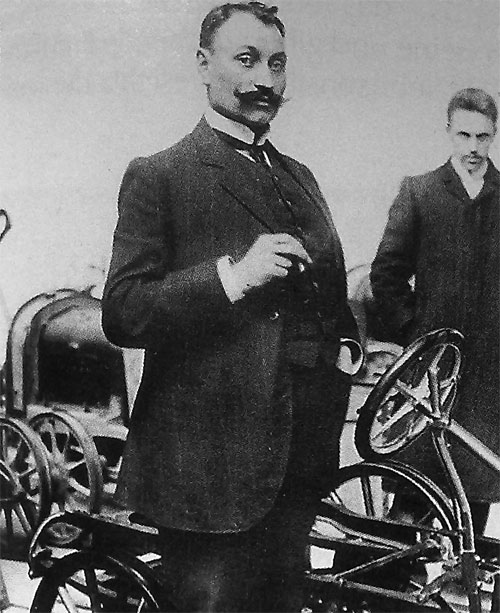
Louis Delâge

Louis Delâge (22 de marzo de 1874 - 14 de diciembre de 1947) fue un ingeniero francés, fabricante pionero de automóviles. Fundó la compañía Delage, que  produjo coches desde 1905 hasta su disolución en 1953.

## Semblanza
Pierre Louis Delâge nació en Cognac, en el Charente, en el seno de una familia de medios económicos modestos. Cuando todavía era un niño perdió la vista en un ojo. A los dieciséis años de edad, inició sus estudios de comercio en la Escuela de Artes y Oficios en la ciudad de Angers, graduándose en ingeniería en 1893. Tras terminar el servicio militar en Argelia, en 1895 encontró trabajo con una compañía de ferrocarril en el sur de Francia, y en 1900 se trasladó a París. Allí estuvo empleado en el departamento de diseño e ingeniería de una fábrica de vehículos a motor, hasta que en 1903 recibió una oferta para incorporarse a la recién creada compañía de automóviles Renault.
Delâge se dio cuenta del potencial enorme del automóvil, cuando al poco tiempo, la creciente demanda empezó a desbordar la capacidad de producción. Lleno de sus propias ideas innovadoras, en 1905 reunió el dinero necesario para abrir su propia planta de ensamblaje de automóviles en un granero reconvertido en taller, situado en Levallois, a las afueras de París. La Compañía de Automóviles Delage creció rápidamente, y sus vehículos pronto obtuvieron un gran reconocimiento por su estilo y su calidad, así como por su dominio en las carreras de automóviles.
Sin embargo, la empresa fue gravemente afectada por la Gran Depresión de los años 1930, y las ventas de sus automóviles se desplomaron. Hacia 1935 su compañía se vio forzada a la liquidación, y los derechos de la marca Delage se subastaron, siendo adquiridos por la compañía automovilística Delahaye. Los nuevos dueños despidieron sin miramientos a Delâge, despachándolo con una pensión miserable.
Louis Delâge tenía casi 60 años cuando se vio envuelto en la crisis financiera (tanto empresarial como personal) agravada por su divorcio. Buscó alivio en su fe católica, y siendo demasiado pobre para disponer de un coche, a menudo peregrinaba a pie o en bicicleta al convento de Santa Teresa en la ciudad de Lisieux y al Santuario de Lourdes. En 1947, a la edad de 73 años y viviendo prácticamente en la pobreza, murió casi olvidado por todos. Está enterrado en el cementerio local de Le Pecq, una pequeña localidad del extrarradio de París.

## Reconocimientos
- En 1990, en su ciudad natal de Cognac, se le dedicó una escuela industrial, con el nombre de "Lycée professionnel Louis Delâge".[4]